# Динамо (стадион, Самара)
«Динамо» — главный стадион Куйбышева с 1948 по 1969 года.

## История
Первый в Самаре стадион «Динамо» располагался близ Хлебной площади и существовал с конца 1920-х годов по начало 1930-х
В 1944 году руководством города было принято решение о строительстве нового крупного стадиона, которое было начато в 1945 году. Строился стадион «Динамо» три года, на месте кладбища при Покровском кафедральном соборе. Вход на стадион украшала арка с красивой лепниной, которая и сейчас частично сохранилась, по периметру стадиона были деревянные трибуны на 20 тысяч мест. В центре располагались каменные трибуны (для почётных гостей). Удобное расположение рядом с вокзалом и на пересечении городских транспортных маршрутов способствовало притоку зрителей. Торжественное открытие стадиона «Динамо» состоялось 3 сентября 1948 года. После торжественных речей и парада физкультурников, состоялся футбольный матч между «Крыльями Советов» и киевским «Динамо», который закончился со счётом 1:0. Победный гол Николай Зайцев на 72-й минуте. Состав хозяев: Головкин, Скорохов, Мурзин, Петухов, Ржевцев , Ширяев, Зайцев, Проворнов ( 46' Суровцев), Синяков, Золотарёв, Гулевский.

## Крылья Советов
Вслед за первым матчем «Крылья Советов» провели на «Динамо» ещё две встречи: с «Локомотивом» (0:1, 7 сентября) и ЦДКА (1:3, 11 сентября). Стоявшая все эти дни дождливая погода подпортила поле, грунт просел. Стадион закрыли на ремонт.
Четыре матча сезона 1949 года «Крылья» провели на стадионе «Локомотиве», и лишь 15 июня 1949 года они вновь сыграли на «Динамо», затем последовали ещё пять игр на этом стадионе. Игра 25 августа 1949 года с «Шахтером» прошла на «Локомотиве» (2:1), затем две встречи на «Динамо» и три последних — на «Локомотиве». Сезон
1950 года «Крылья Советов» начали на «Локомотиве», затем игры чередовались, но с 23 мая играли на «Динамо». В 1951 году «Крылья» начали на «Локомотиве». Потом провели три игры на «Динамо», одну на «Локомотиве», и с 27 мая все матчи проводили на «Динамо». Футболисты «Крыльев» не любили поле стадиона «Динамо». Они несколько раз писали коллективные письма в обком и горком партии с просьбой перенести все игры на «Локомотив», однако этого не произошло. С 1953 года «Крылья» постоянно играли на «Динамо».
Всего за 21 сезон (1948—1969) «КС» сыграли на «Динамо» 278 матчей чемпионатов СССР, в том числе 248 в высшей лиге, немало кубковых и международных матчей. 11 сентября 1955 года «Крылья Советов» провели здесь свой первый международный матч со сборной Индии (4:1).
После реконструкции трибуны стадиона стали вмещать до 22 000 зрителей. Они очень часто были переполнены, когда играли Валентин Иванов, Эдуард Стрельцов, Лев Яшин, Валерий Воронин, Игорь Нетто, Слава Метревели и другие прославленные футболисты.
15 августа 1958 года состоялась первая телетрансляция матча со стадиона «Динамо», футболисты «Крыльев» в тот день победили тбилисское «Динамо» (3:0). 13 сентября 1962 года впервые в Куйбышеве на «Динамо» состоялся матч при искусственном освещении. «Крылья Советов» принимали московский «Спартак» и победили — 2:1. На «Динамо» состоялся в 1950 году знаменитый трехдневный кубковый матч «Крыльев» с ташкентским Домом офицеров. Тогда не было послематчевых пенальти, и при ничьей матч переигрывался. 15 и 16 октября, несмотря на добавочное время, были ничьи — 0:0. И лишь в третьей встрече 18 октября два гола Александра Гулевского вывели «Крылья Советов» в четвертьфинал.
Однажды на стадионе случился пожар. В жаркую сухую погоду 13 июля 1967 года на матче с киевским «Динамо» (0:0) загорелась трибуна, однако пожарные быстро справились с огнем.
В 278 матчах чемпионатов СССР «Крылья Советов» одержали на «Динамо» 127 побед, 77 матчей свели вничью и 74 проиграли, забив 409, пропустив 245 мячей.
На «Динамо» мячи забивали 57 футболистов «Крыльев» и 8 раз им помогли соперники. Больше всего забил Борис Казаков — 56 голов. 42 гола на счету Анатолия Казакова, 22 — у Александра Гулевского, по 20 — у Виктора Ворошилова и Анатолия Жукова.
С 1970 года «Крылья Советов» играли на «Металлурге».

## Другие футбольные клубы
На «Динамо» неоднократно выступали дублеры «Крыльев» (последний раз в 2004 году). В 1992—1995 гг. на стадионе «Динамо» в чемпионатах страны выступал самарский «СКД» во второй и третьей лигах. В 2005 году на этом стадионе в первенстве КФК (третья лига) играл клуб «Юнит». Несколько лет на стадионе выступала женская футбольная команда ЦСК ВВС.

## Настоящее время
Стадион, сейчас представляет собой довольно жалкое зрелище с одной полуразвалившейся трибуной и крайне низкого качества футбольным полем. Редко встретишь здесь поклонников футбола. Проводятся иногда ведомственные соревнования, но и тогда число участников едва ли не превышает число зрителей. В 2018 году планировалось провести реконструкцию, которая так и не состоялась.